# Georg Simon Plössl
Georg Simon Plössl (Viena, 1794 - ibíd. 1868) fue un óptico austríaco nacido en Viena. 
Tras ingresar al Instituto Óptico de Voigtländer de Viena, montó en él un taller de óptica en 1823, donde fabricaron excelentes lupas, microscopios y otros aparatos, y especialmente en 1832, con la construcción de un telescopio dialítico dirigido por Joseph Johann von Littrow. 